# George Kingsley Zipf

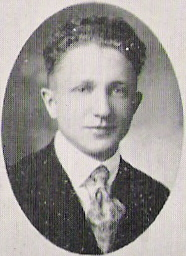
George Kingsley Zipf (1917)

George Kingsley Zipf [zɪf] (* 7. Januar 1902 in Freeport (Illinois); † 25. September 1950 in Newton (Massachusetts)) war ein US-amerikanischer Linguist.

## Leben
Zipf studierte an der Harvard University und kam nach dem Studienabschluss 1925 nach Deutschland (Bonn und Berlin). Promoviert wurde er an der Harvard University. Danach war er Lehrer für Deutsch; ab 1936 Assistant Professor of German (Germanistik) an der Harvard University, ab 1939 University Lecturer.
Bekannt geworden sind vor allem seine Arbeiten, in denen er die Häufigkeit von Wörtern in unterschiedlichen Sprachen untersuchte. In den 1930er Jahren entwickelte er unter anderem eines der nach ihm benannte Zipfschen Gesetze: Ordnet man die Wörter einer Sprache nach ihrer Häufigkeit und gibt dem häufigsten Wort den Rang 1, dem zweithäufigsten den Rang 2 usw., so gilt nach Zipf, dass das Produkt aus Rang und Häufigkeit eine immer annähernd gleiche Konstante ergibt. Dieser Zusammenhang hat sich in der Literatur als das bekannteste „Zipfsche Gesetz“ durchgesetzt. Es musste revidiert werden, weil Abweichungen besonders bei den ganz häufigen und den ganz seltenen Wörtern festgestellt wurden. Zu diesem und weiteren Zipfschen Gesetzen siehe u. a. Crystal (1993: 87) und Prün (1999, 2005). Unter den weiteren Zipfschen Gesetzen befinden sich auch Erkenntnisse über den Zusammenhang zwischen Wortlänge und Häufigkeit: Je häufiger ein Wort ist, desto kürzer ist es; ferner über Alter und Häufigkeit: Je häufiger ein Wort ist, desto älter ist es auch. Prün (1999) zeigt, wie die verschiedenen Gesetze untereinander zusammenhängen und eine Vorstufe der linguistischen Synergetik bilden.
An Zipf ist besonders hervorzuheben, dass er versuchte, die Linguistik zu einer Wissenschaft zu entwickeln, die sich an den Naturwissenschaften orientiert. „His method was therefore quantitative, and his explanations would today be called functional-systemic“ (Prün & Zipf 2002: 1). Zu seinen zentralen Erkenntnissen gehört das Prinzip des geringsten Aufwandes („principle of least effort“), das dazu führt, dass Menschen Wörter, die sie sehr häufig verwenden, in ihrer Lautsubstanz kürzen, während sie bei seltenen Wörtern größere Längen tolerieren. Dafür, dass Wörter den Kommunikationspartnern einen ihnen angemessenen Aufwand abverlangen, sorgen zwei gegenläufige Prinzipien: zu Gunsten des Sprechers oder Schreibers das Prinzip der Minimierung des Produktionsaufwandes und zu Gunsten des Hörers oder Lesers das Prinzip der Minimierung der Dekodierungsaufwandes. Beide müssen sich in einem ausgewogenen Verhältnis zueinander befinden, damit Kommunikation erfolgreich sein kann.
Zipf gilt mit seiner Orientierung an den Naturwissenschaften, der Entwicklung von Sprachgesetzen und den Versuchen einer Erklärung für die Befunde als der Pionier der modernen Quantitativen Linguistik.

## Werke
- Zipf, George Kingsley: Selected Studies of the Principle of Relative Frequency in Language. Harvard University Press, Cambridge (Mass.) 1932.
- George Kingsley Zipf: The Psycho-Biology of Language. An Introduction to Dynamic Philology. The M.I.T. Press, Cambridge, Mass. 1935/1965/1968. (Mit George A. Miller: Introduction, 1965)
- Zipf, George Kingsley: National unity and disunity. Princeton Press, Bloomington, Ind. 1941.
- George Kingsley Zipf: Human Behavior and the Principle of Least Effort. An Introduction to Human Ecology. Addison-Wesley Press, Cambridge, Mass. 1949.

(Zipf-Bibliographie s. Weblink und Prün & Zipf 2002.)

## Über Zipf
- Gabriel Altmann: Zipfian linguistics. In: Glottometrics 3, 2002, 19–26 (PDF Volltext).
- David Crystal: Die Cambridge Enzyklopädie der Sprache. Übersetzung und Bearbeitung der deutschen Ausgabe von Stefan Röhrich, Ariane Böckler und Manfred Jansen. Campus Verlag, Frankfurt / New York 1993. ISBN 3-593-34824-1
- George A. Miller: Introduction zu Zipf: The Psycho-Biology of Language. An Introduction to Dynamic Philology. The M.I.T. Press, Cambridge, Mass. 1965/1968, S. V-X.
- Claudia Prün: G.K. Zipf's conception of language as an early prototype of synergetic linguistics. In: Journal of quantitative linguistics 6, 1999, 78–84.
- Claudia Prün: Das Werk von G.K. Zipf. In: Reinhard Köhler, Gabriel Altmann, Rajmund G. Piotrowski (Hrsg.): Quantitative Linguistik – Quantitative Linguistics. Ein internationales Handbuch. de Gruyter, Berlin / New York 2005, S. 142–152. ISBN 3-11-015578-8
- Claudia Prün, Robert Zipf: Biographical notes on G.K. Zipf. In: Glottometrics 3, 2002, 1–10 (PDF Volltext). (Mit Werkbibliographie)
- Ronald Rousseau: George Kingsley Zipf: life, ideas, his law and informetrics. In: Glottometrics 3, 2002, 11–18 (PDF Volltext).

## Festschrift
- To Honor G.K. Zipf. In: Glottometrics, Heft 3, 4, 5, 2002 (PDF Volltext), (PDF Volltext), (PDF Volltext)